# منزل نخلان (السياني)

تعديل مصدري - تعديل

منزل نخلان هي إحدى قرى عزلة نخلان بمديرية السياني التابعة لمحافظة إب، بلغ تعداد سكانها 874 نسمة حسب تعداد اليمن لعام 2004.